# Monistrol-d’Allier
Monistrol-d’Allier ist eine französische Gemeinde mit 219 Einwohnern (Stand 1. Januar 2022) im Département Haute-Loire in der Region Auvergne-Rhône-Alpes. Sie gehört zum Arrondissement Brioude und zum Gemeindeverband Puy-en-Velay.

## Geografie und Verkehr
Die Gemeinde Monistrol-d'Allier liegt im Zentralmassiv am Ufer des Allier, an der Einmündung des linken Nebenflusses Ance. Die Schlucht des Allier grenzt hier die Vulkanlandschaft des Velay im Osten von der Hochebene der Margeride im Westen ab. Die nächsten französischen Großstädte sind Lyon (128 km) im Nordosten, Toulouse (232 km) im Südwesten, Bordeaux (334 km) im Westen und Montpellier (152 km) im Süden.

Die Gemeinde  liegt am Fernwanderweg GR 65, der weitgehend dem historischen Verlauf des französischen Jakobsweges Via Podiensis folgt.
Auf der Straße gelangt man von Le Puy-en-Velay kommend, über die D589 in westlicher Richtung über Bains nach Monistrol. Außerdem ist der Ort eine Station der Cevennenbahn, die als Teil der Fernverbindung Paris – Mittelmeer, die Städte Clermont-Ferrand und Nîmes verbindet.
Umgeben wird Monistrol-d’Allier von den Nachbargemeinden  Saint-Bérain im Norden, Saint-Privat-d’Allier im Nordosten, Saint-Jean-Lachalm im Osten, Alleyras im Südosten und Süden, Saint-Préjet-d’Allier im Südwesten, Saugues im Westen sowie Cubelles und Prades im Nordwesten.

## Bevölkerungsentwicklung
| Jahr                       | 1962 | 1968 | 1975 | 1982 | 1990 | 1999 | 2009 | 2020 |
| Einwohner                  | 557  | 490  | 395  | 340  | 312  | 256  | 219  | 213  |
| Quellen: Cassini und INSEE |      |      |      |      |      |      |      |      |

## Sehenswürdigkeiten

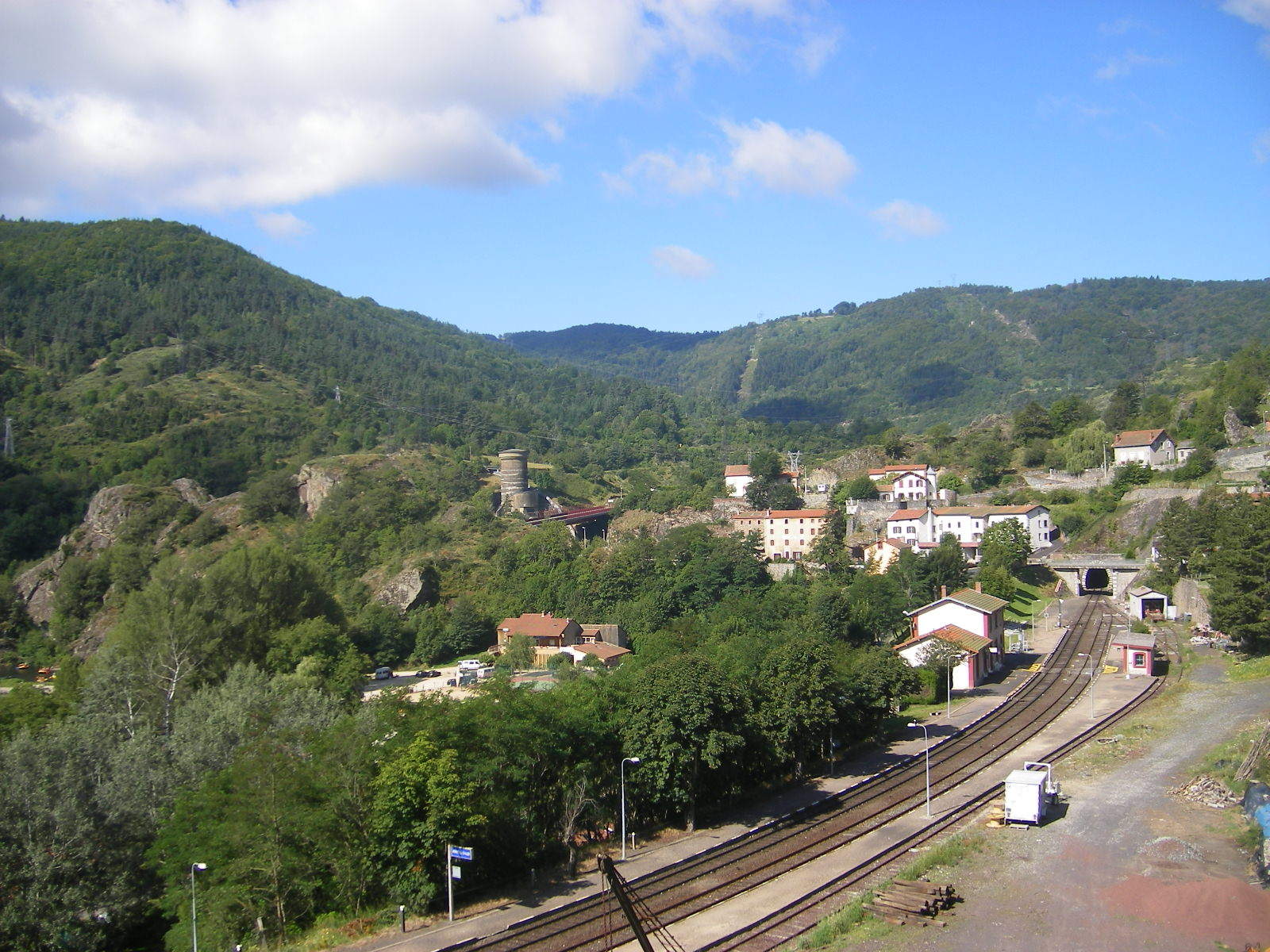
Bahnhof Monistrol-d’Allier

- Die romanische Kirche Notre-Dame ist eine Gründung der Abtei La Chaise-Dieu. Am Kopfende der Kirche befindet sich ein Kreuz aus dem 16. Jahrhundert mit dem Abbild des heiligen Jakobus oder eines Pilgers, der mit dem Pilgerstab nach Santiago de Compostela unterwegs ist.
- Nördlich von Monistrol-d’Allier liegt der Ortsteil Rochegude in einer Höhe von 967 Metern. Hier befindet sich die Kapelle Saint Jacques. Sie gehörte zu einer Burg, von der lediglich ein Wehrturm die verschiedenen Kriege und Revolutionen überstanden hat. Die erste Erwähnung der Burg geht auf das Jahr 1326 zurück. Sie markiert die Grenze zwischen Velay und Margeride bzw. dem Gévaudan. Von hier aus bietet sich ein Blick in die Schlucht des Allier und die gegenüber liegende Margeride.
- Der Weiler Escluzels liegt am Aufstieg zur Mageride Richtung Saugues. Dort befindet sich die Kapelle La Madeleine, die bereits 1312 erwähnt wird und die Maria Magdalena geweiht ist. Sie ist in eine Grotte gebaut, die wohl schon den Kelten als Unterschlupf diente.
- Kapelle Notre-Dame d'Estour im Ortsteil La Vialle-Destour
- Kapelle Sainte-Madeleine
- Kapelle Saint-Étienne

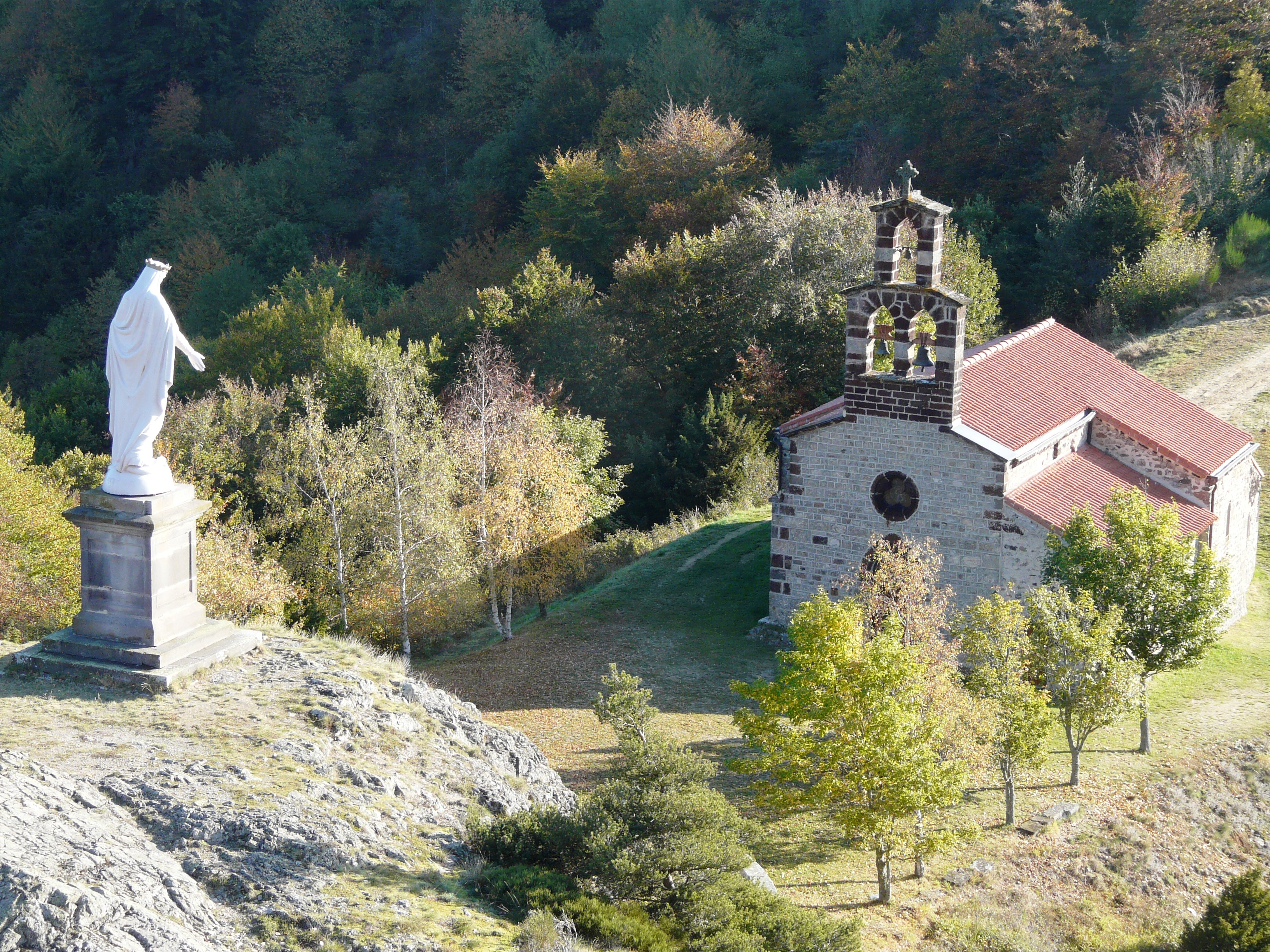
Kapelle Notre-Dame d'Estour
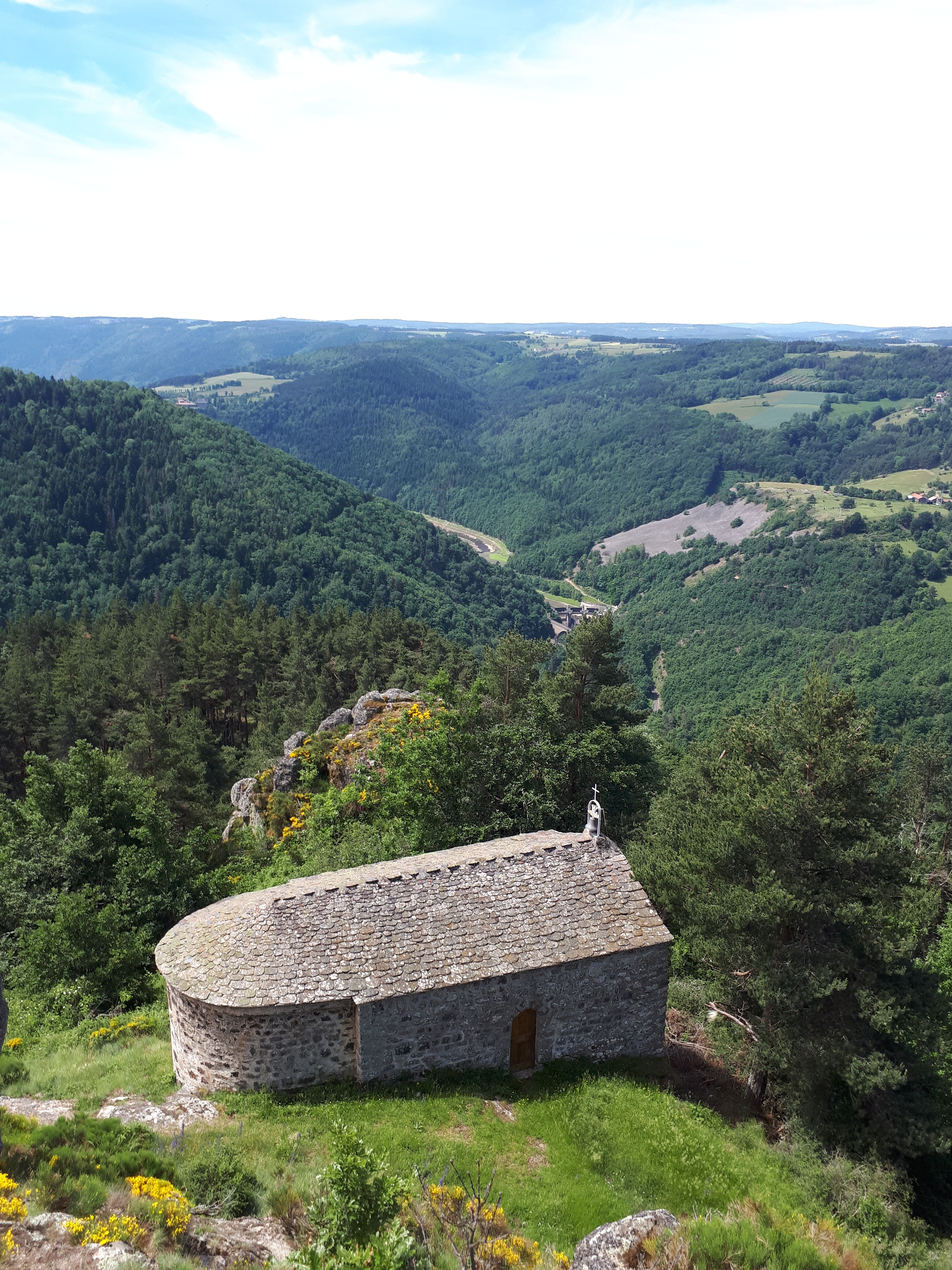
Kapelle Saint-Étienne

## Jakobsweg (Via Podiensis)
Hier beginnt der Aufstieg auf die Hochebene der Margeride. Im Ort befinden sich mehrere Pilgerherbergen und Hotels sowie ein Campingplatz. Außerdem gibt es einen Bahnanschluss. Die nächste größere Ortschaft auf dem Jakobsweg ist Saugues. Dorthin führt als direkte Straßenverbindung die D589.